# Atto di fede
L'Atto di fede (in latino, Actus fidei) è una preghiera cristiana di tradizione cattolica.

## Testo
firma fide credo et confiteor omnia

et singula quae sancta ecclesia Catholica proponit,

quia tu, Deus, ea omnia revelasti,

qui es aeterna veritas et sapientia

quae nec fallere nec falli potest.

In hac fide vivere et mori statuo.

Amen.»
perché sei verità infallibile,

credo fermamente tutto quello che tu hai rivelato

e la santa Chiesa ci propone a credere.

Ed espressamente credo in te,

unico vero Dio in tre Persone uguali e distinte,

Padre, Figlio e Spirito Santo.

E credo in Gesù Cristo, Figlio di Dio,

incarnato, morto e risorto per noi,

il quale darà a ciascuno secondo i meriti,

il premio o la pena eterna.

Conforme a questa fede voglio sempre vivere.

Signore, accresci la mia fede.»

## Versioni storiche o in uso nelle arcidiocesi

### Chiese sui iuris
Il testo seguente ebbe l'imprimatur di Monsignor Ferdinando Mattei, in qualità di "arcivescovo di Rodi, e vescovo di Malta", e fu pubblicato nel 1823 ad uso dei fedeli della diocesi:
Atto di fede

Io credo con fede ferma, che vi è un Dio, il quale premia i buoni, e gastiga i cattivi. Credo, che questo Dio è uno solo in tre persone uguali, e realmente distinte, Padre, Figliuolo, e Spirito Santo. Credo , che il Figliuolo di Dio s' è fatto Uomo nell'utero purissimo di Maria Vergine per opera dello Spirito Santo. Come Uomo è morto sulla Croce per li nostri peccati, e nel terzo dì resuscitò da morte. Credo tutte le altre verità , che crede ed insegna la Santa Chiesa Cattolica. E tutte queste cose le credo, perché Iddio verità infallibile le ha rivelate alla stessa Santa Chiesa. 